# Чилисема
«Чилисема» (ерз. «Схід сонця») — назва дитячого журналу ерзянською мовою.

## Історія
До січня 1991 року журнал називався «Піонерень Вайгель» («Голос піонера»). На сторінках журналу широко представлено творчість ерзянських письменників, висвітлюється шкільне життя, історія рідного краю, друкуються новини з тих республік і областей, де проживають ерзяни.
Журнал виходить один раз на місяць.
Адреса редакції: 430000, м. Саранськ, вул. Радянська, 55. Передплатний індекс 73935

## Джерело
- Чилисема // Всё о Мордовии: энциклопедический справочник. — Саранск, 1997. — С. 490 (рос.)